# Segoe UI
Die Segoe UI ist eine von Microsoft entwickelte Schriftfamilie für die Betriebssysteme Windows Vista, Windows 7 und Windows 10, die die Microsoft-Schriftart Tahoma als serifenlose Standardschriftart ablöst. Nach Angaben von Microsoft-Mitarbeitern lag ihr die Schriftart Segoe, benannt nach einer Straße in Madison (Wisconsin), von der Firma Monotype Corporation zugrunde, die um fehlende Zeichen ergänzt und zur besseren Bildschirmdarstellung, leichteren Scanbarkeit und softwaretechnischen Erfassung mit OpenType und ClearType bearbeitet wurde. Segoe ist auch die Hausschriftart von Microsoft. Als Aussprache gibt Microsoft die englische von „SEE-go“ an, also [ˈsiːgoʊ].
Laut Microsoft kann man einen in dieser Schrift gesetzten Text besser lesen als mit Tahoma, Microsoft Sans Serif oder Arial.

## Plagiatsvorwürfe

Die deutlichsten Unterschiede zwischen Segoe UI, Frutiger und Segoe

Die Firma Linotype und Typographieexperten hielten Microsoft vor, die Linotype-Schrift Frutiger Next abgesehen von kleinen Unterschieden bei „1“ und „j“, runden statt rechteckigen Punkten und einer leichten Änderung des Gewichts (der Liniendicke) ohne Lizenz exakt kopiert zu haben – ähnliche Vorwürfe gab es bereits zur Vorgänger-Schriftart Arial, die im Verdacht steht, ein Imitat der Helvetica zu sein. Gegen Microsofts Eintragung der Schriftart beim Harmonisierungsamt für den Binnenmarkt als Gemeinschaftsgeschmacksmuster erhob Linotype erfolgreich Einspruch. Das Amt erklärte den Schutz der Segoe UI für nichtig und bezeichnete in der Entscheidungsbegründung nach Vergleich des Druckbilds das Geschmacksmuster als mit der Frutiger oder Frutiger Next „identisch“.

## Verwandte Schriften

Der gleiche Text in Segoe UI und Leelawadee

Microsoft Windows wird mit verschiedenen Schriften für nichtlateinische Schriftsysteme ausgeliefert, die zusätzlich die lateinschriftlichen Glyphen der Segoe UI enthalten. Ein Beispiel ist die Leelawadee für die thailändische Schrift. Einzelne Glyphen weichen jedoch von der Segoe UI ab (so in der Leelawadee die Großbuchstaben »I« und »M« sowie die Kleinbuchstaben »i« und »l«), möglicherweise um eine für die eigentliche Zielgruppe der jeweiligen Schriftart gefälligere Erscheinung von lateinschriftlichen Texteinsprengseln zu erreichen.

## Überarbeitung mit Windows 8

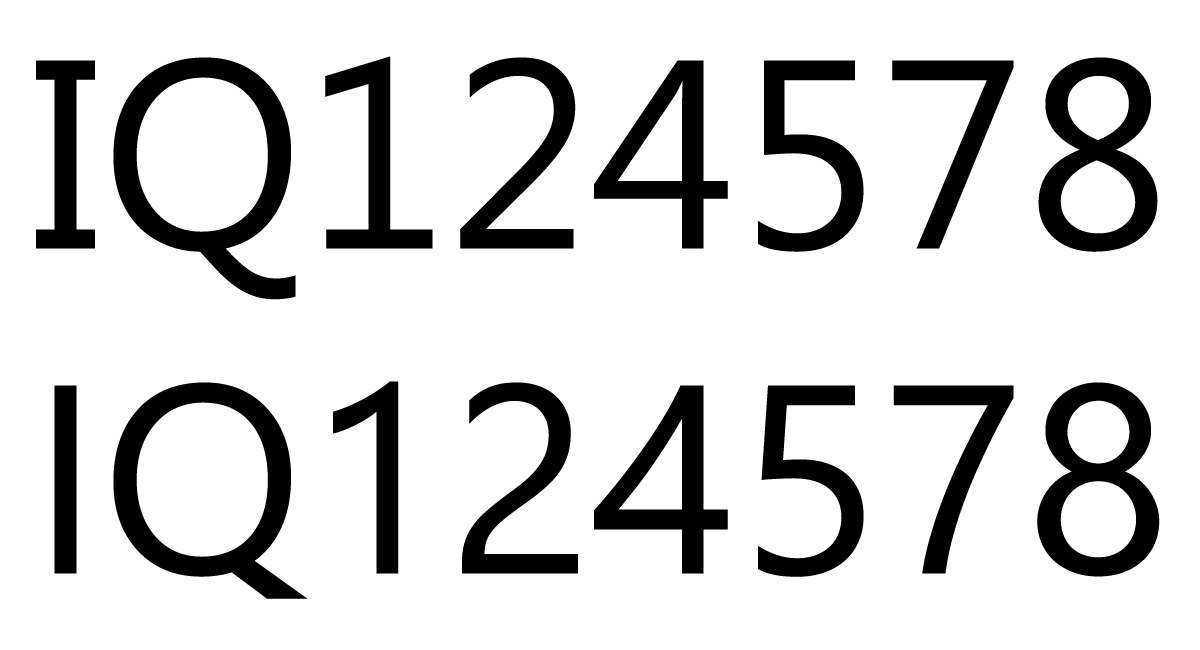
Unterschiede zwischen Segoe UI von Windows 7 (oben) und Segoe UI von Windows 8 (unten)

Zusammen mit Windows 8 veröffentlichte Microsoft eine überarbeitete Version der Segoe UI, die für verschiedene Großbuchstaben und Ziffern veränderte Glyphen enthält.

## Erweiterungen
Um größere Bereiche von Unicode abzudecken, stellt Microsoft mit Windows 10 die Schriftarten Segoe UI Emoji, Segoe UI Historic und Segoe UI Symbol bereit.
Ebenfalls seit Windows 10 gibt es Segoe UI in den Strichstärken Leicht (Light), Halbleicht (Semilight), Normal (Standard), Halbfett (Semibold), Fett (Bold) und Schwarz (Black) jeweils aufrecht und kursiv zur Verfügung. Für die oben genannten gibt es nur einen Schriftschnitt, auch keinen kursiven.